# Cantada (álbum)
Cantada é o quinto álbum de estúdio da cantora e compositora Adriana Calcanhotto. O álbum recebeu um disco de platina (o que significa que vendeu mais de 250 mil cópias no país).

## Faixas
| N.º | Título                                                | Compositor(es)                                          | Duração |  |
| 1.  | "Programa" (com Moreno Veloso)                        | Adriana Calcanhotto, Antônio Cícero                     | 3:46    |  |
| 2.  | "Justo Agora"                                         | Adriana Calcanhotto                                     | 3:45    |  |
| 3.  | "Pelos Ares"                                          | Adriana Calcanhotto, Antônio Cícero                     | 3:24    |  |
| 4.  | "Eu Espero"                                           | Adriana Calcanhotto                                     | 3:57    |  |
| 5.  | "Noite"                                               | Antônio Cícero, Orlando Morais                          | 3:41    |  |
| 6.  | "Calor"                                               | Adriana Calcanhotto                                     | 3:43    |  |
| 7.  | "Sobre a Tarde"                                       | Adriana Calcanhotto                                     | 4:14    |  |
| 8.  | "Cantada (Depois de Ter Você)"                        | Adriana Calcanhotto                                     | 3:46    |  |
| 9.  | "A Mulher Barbada" (com Los Hermanos)                 | Adriana Calcanhotto                                     | 4:22    |  |
| 10. | "Sou Sua"                                             | Péricles Cavalcanti                                     | 4:07    |  |
| 11. | "Intimidade (Sou Seu)"                                | Péricles Cavalcanti                                     | 3:09    |  |
| 12. | "Music / Impressive Instant" (com Daniel Jobim)       | Madonna, Mirwais Ahmadzaï                               | 4:00    |  |
| 13. | "Se Tudo Pode Acontecer"                              | Arnaldo Antunes, João Bandeira, Alice Ruiz, Paulo Tatit | 3:48    |  |
| 14. | "Jornal de Serviço" (com Bossacucanova) (Faixa Bônus) | Carlos Drummond de Andrade                              | 3:16    |  |
| 15. | "Ninar" (Faixa Bônus)                                 | Adriana Calcanhotto                                     | 1:45    |  |